# Biseriammina
Biseriammina es un género de foraminífero bentónico de la subfamilia Biseriammininae, de la familia Biseriamminidae, de la superfamilia Palaeotextularioidea, del suborden Fusulinina y del orden Fusulinida. Su especie tipo es Biseriammina uralica. Su rango cronoestratigráfico abarca el Tournaisiense (Carbonífero inferior).

## Discusión
Clasificaciones más recientes incluyen Biseriammina en la superfamilia Biseriamminoidea, del suborden Endothyrina, del orden Endothyrida, de la subclase Fusulinana y de la clase Fusulinata.

## Clasificación
Biseriammina incluye a las siguientes especies:
- Biseriammina conica †
- Biseriammina uralica †